# The Breaking Point
The Breaking Point (prt: À Sombra do Mal; bra: Redenção Sangrenta) é um filme estadunidense de 1950, do gênero drama noir, dirigido por Michael Curtiz e estrelado por John Garfield e Patricia Neal. Seu roteiro é adaptado do livro To Have and Have Not, de Ernest Hemingway.

## Elenco
| Ator            | Papel         |
| --------------- | ------------- |
| John Garfield   | Harry Morgan  |
| Patricia Neal   | Leona Charles |
| Phyllis Thaxter | Lucy Morgan   |
| Juano Hernandez | Wesley Park   |
| Wallace Ford    | F.R. Duncan   |